# 克蘭茨山
46°31′19.5″N 7°58′52″E / 46.522083°N 7.98111°E

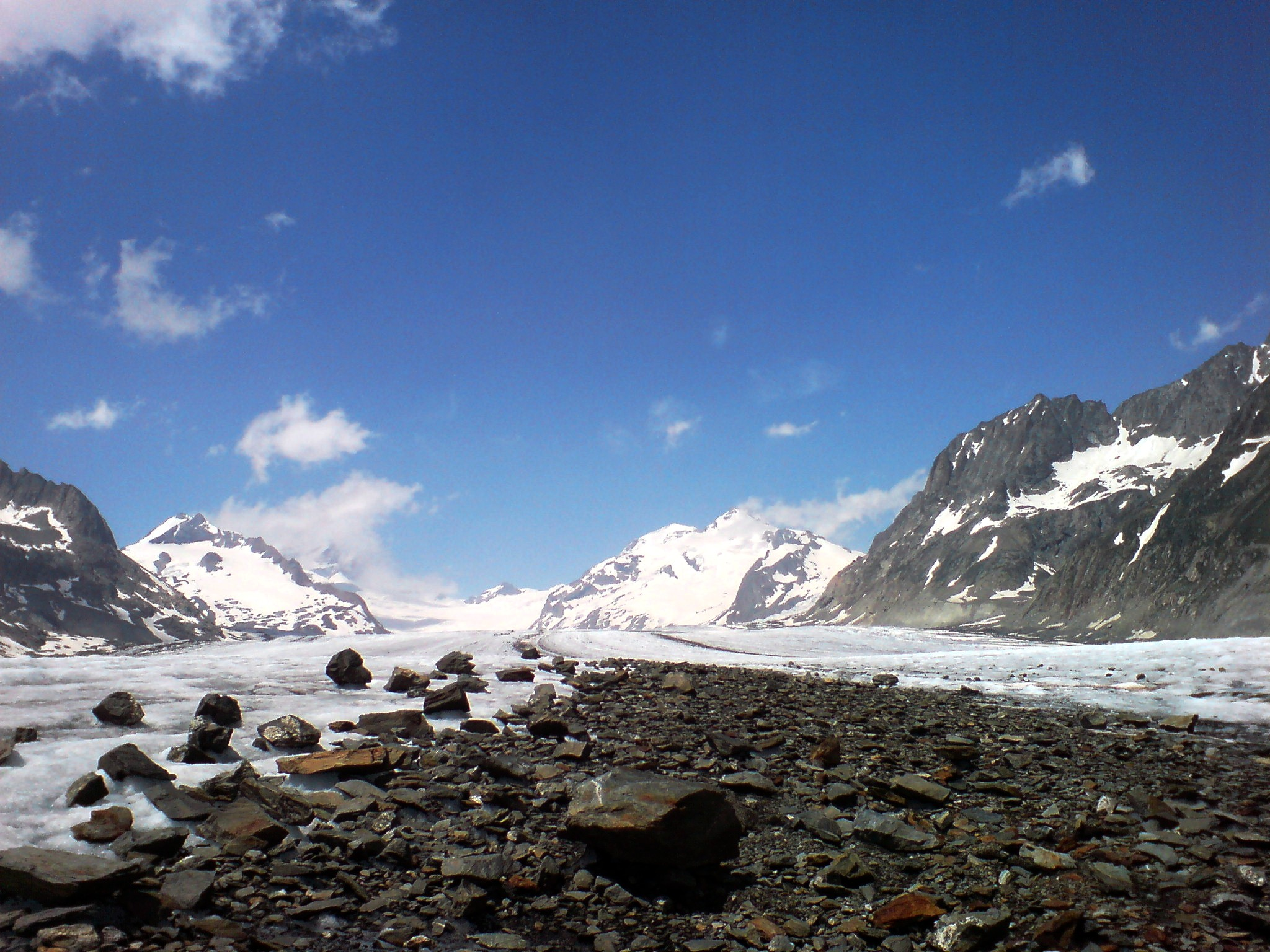

克蘭茨山（德語：Kranzberg）是瑞士瓦萊州的山峰，位於該國南部，屬於伯尔尼山的一部分，毗鄰與伯恩州接壤的邊界，海拔高度3,742米。

## 外部連結
- Kranzberg on Hikr （页面存档备份，存于）